# Luppa (Wermsdorf)

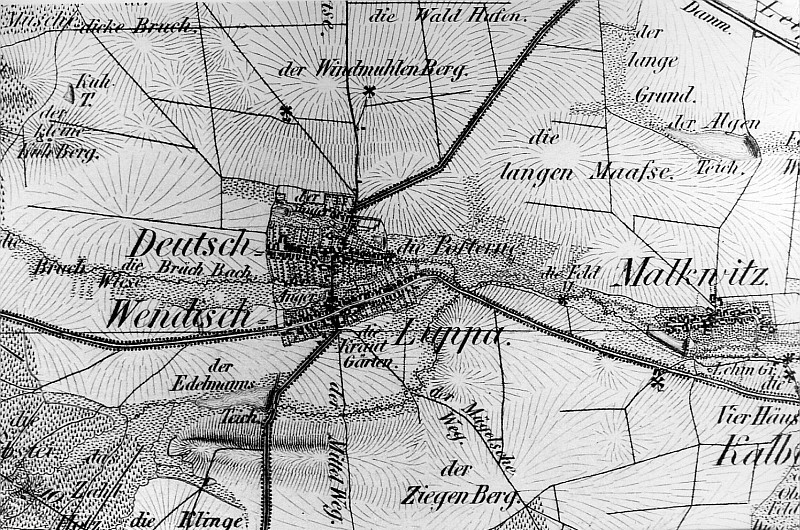
Luppa 1839–1840

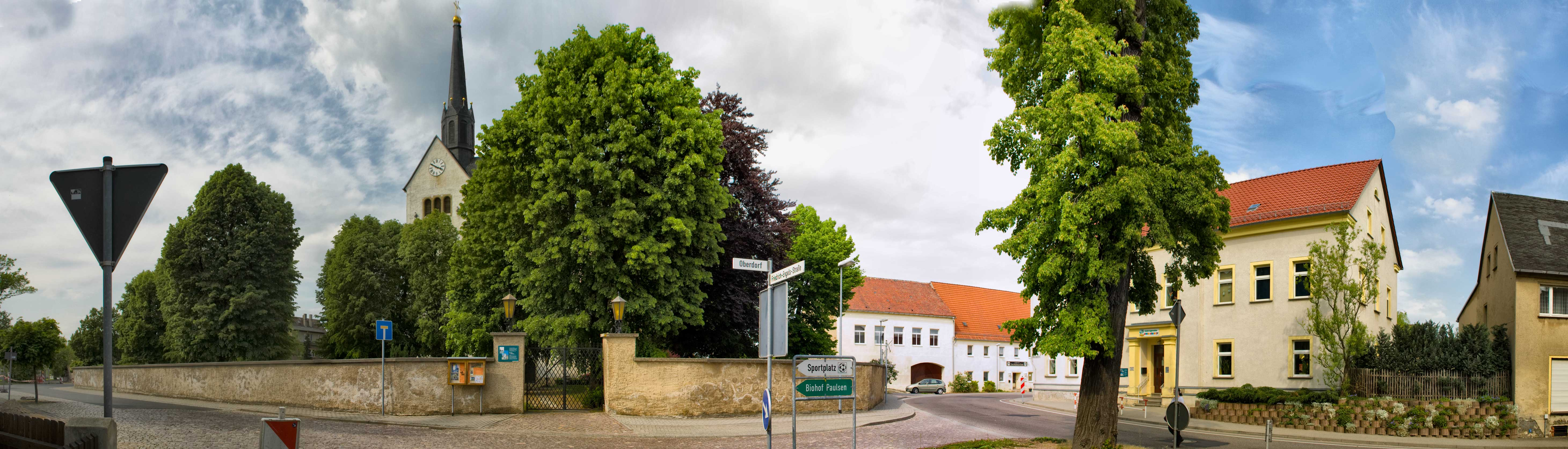
Zentrum von Deutsch-Luppa am 14. Mai 2011

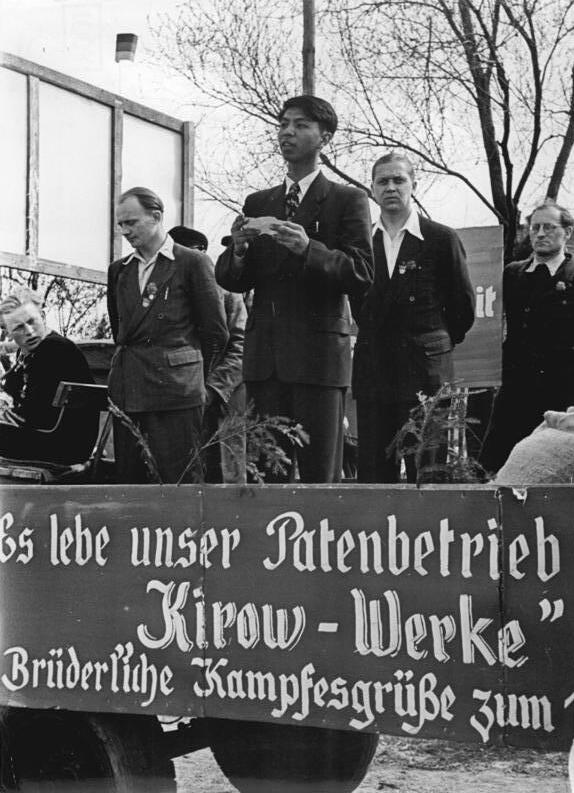
Luppa am 19. Mai 1954

Luppa ist ein Ortsteil der Gemeinde Wermsdorf im Landkreis Nordsachsen in Sachsen. Luppa liegt an der Bundesstraße 6 zwischen Leipzig und Dresden in der Nähe der Bundesautobahn 14.

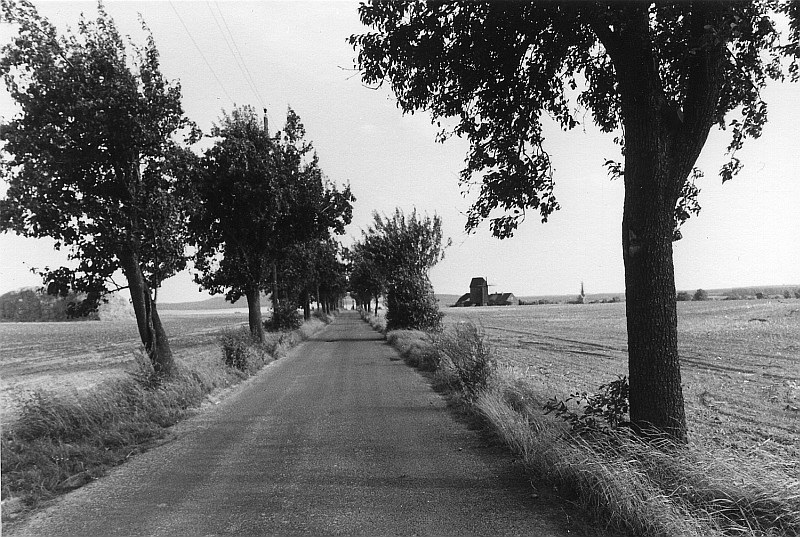
Straße zur Bockmühle 1986

## Geschichte

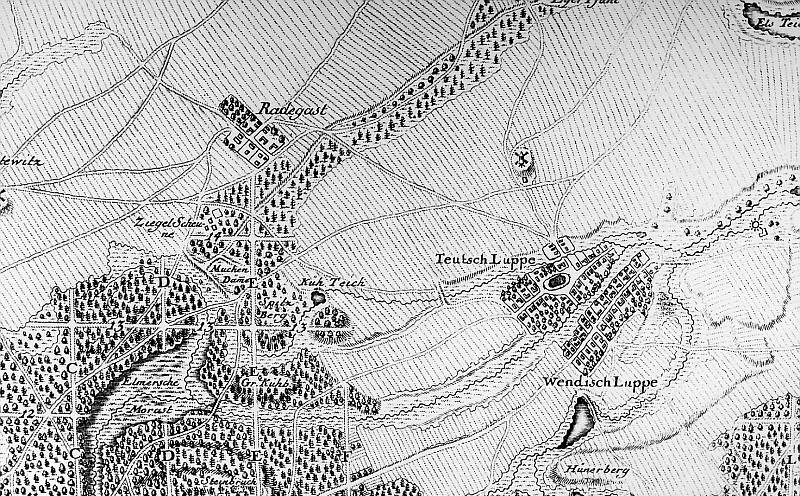
Luppa Mitte des 18. Jahrhunderts

Luppa besteht aus zwei Straßendörfern mit Plangewannfluren auf einer Fläche von 934 und 665 ha. Nach der Siedlungsform zu urteilen, handelt es sich um eine deutsche Kolonisationssiedlung in von Sorben (Wenden) besiedeltem Gebiet, welche ihren Stammnamen vom Gewässer, der die beiden Orte teilenden Luppa, entlehnt hat. 1120 kaufte Dietrich der Bedrängte 35{\displaystyle {\tfrac {1}{2}}} Hufen in Luppa von Ortolf I., Burgmann zu Döben, um sie an das Kloster Heilig Kreuz in Meißen zu geben, das 1229 weitere fünf Hufen von den Nachkommen Ortolfs erwarb.
Die Ortolfs waren offensichtlich die Gründer von Luppa, welche Reichsministeriale oder sogar Edelfreie waren. Vermutlich ist Ortolf I. nach der Zerstörung seiner in königlichem Auftrag verwalteten Burg in Döben 1117 durch Wiprecht von Groitzsch nach Luppa gekommen und hat als erfahrener Siedler und Verwalter auf dem ihm verbliebenen oder überlassenen Grundbesitz einen Neuanfang gewagt. Die Ministerialen von Luppa, wie zum Beispiel der 1317 im Meißner Dom begrabene Ritter Albert von Luppa, die zwischen 1213 und 1287 in markgräflichen Urkunden auftreten, können somit nur Lehnsmänner der Ortolfs gewesen sein. Offensichtlich hat dort durch den Zuzug deutscher Siedler, neben der Neugründung eines deutschen Dorfes eine Zusammenlegung wendischer Siedlungen stattgefunden.
Die soziale Struktur der wendischen Siedlungen hatte zu diesem Zeitpunkt bereits eine Feudalisierung durchlaufen, die wesentlich auf die Einflüsse der Deutschen zurückzuführen war. Zur Entwicklung von Wendisch-Luppa führte vor allem die Tatsache, dass am Ort die Via Regia vorbeiführte. Während der Hussiten-Verwüstungen und des Dreißigjährigen Krieges kam es zu enormen Kriegsschäden an den Häusern und Opfern an der Bevölkerung. Politisch waren die Gemeinden zwar getrennt, aber durch die Kirchgemeinde, die Schule, den Friedhof, die Feuerwehr und die Vereine geeint.
Während der Völkerschlacht bei Leipzig war Luppa Sammellager aller Kriegsparteien – zuerst kamen die Franzosen, dann die Russen, dann Österreicher und zum Schluss die Preußen. Eine Marmortafel an der Kirche erinnert an die auf der französischen Seite gefallenen Sachsen.
Auf dem Platz östlich des Gasthofes Schwarzes Ross steht das Kriegerdenkmal für die 36 Gefallenen des Ersten Weltkrieges. 1939 wurde der Luppaer Ortsteil Radegast nach Börln umgemeindet. Vor 1945 gab es drei Tankstellen in Wendisch-Luppa. 70 Luppaer fielen im Zweiten Weltkrieg.
Am 4. Mai 1945 kam es zu Plünderungen und Vergewaltigungen durch Angehörige der Roten Armee. 150 geschändete Frauen meldeten sich auf dem Gemeindeamt wegen ansteckender Geschlechtskrankheiten. Ein Bauer, der sich schützend vor seine Töchter stellte, wurde erschossen. Dann wurde unter der Losung Junkerland in Bauernhand – jetzt rotten wir das Unkraut aus! der Luppaer Gutsbesitzer Erich Jurich entschädigungslos enteignet und sein Land an sogenannte Neubauern aufgeteilt. Am 19. Dezember 1952 wurde die LPG Eintracht Luppa gegründet.
Ab 1953 begannen auch für die Neubauern die von der SED betriebenen Zwangskollektivierungen. Doch die Bauern wehrten sich – und so wurden mithilfe der mit Bussen herbeigeschafften und entsprechend instruierten Arbeiter aus Leipzigs Kirow-Werk die einheimischen Bauern in Propagandaveranstaltungen mundtot gemacht, deren Sprecher verhaftet und ins Zuchthaus Waldheim verschleppt. Bis 1958 wurden die Lebensmittel wie Butter, Zucker, Fett und Fleisch nur auf Lebensmittelmarken abgegeben. Im Herbst 1960 wurde auf dem ehemaligen Turnplatz ein neues Feuerwehrhaus für die Freiwillige Feuerwehr errichtet und im Mai 1963 feierlich eingeweiht. Am 25. März 1960 gab es in Luppa keine freien Bauern mehr. Danach wurden große Stallanlagen für mehrere hundert Rinder und Tausende von Schweinen errichtet.
Am 1. Januar 1974 wurden Calbitz und Malkwitz nach Luppa eingemeindet.
Die Friedliche Revolution in der DDR brachte für Luppa einschneidende Veränderungen. Die Ställe der ehemaligen LPG standen leer und wurden teilweise abgerissen. Neue Eigenheime entstanden. Bau- und Handwerkerfirmen sowie Fuhrunternehmen siedelten sich an.
Der letzte Bürgermeister Peter Lehmann war gegen die vom Land Sachsen verordnete Unselbständigkeit der Gemeinde Luppa und vermutete hinter der am 1. Januar 1999 in Kraft tretenden Gemeindereform eine politisch anrüchige Intrige der CDU-Landesregierung Sachsens, da damit alle die Bürgermeister politisch wirkungslos wurden, die nicht Mitglied der Regierungspartei waren. Seine Kandidatur für die PDS 2001 als Bürgermeister der neuen Gemeinde Wermsdorf blieb erfolglos. Sein Amtsvorgänger, der Ex-Bürgermeister Frank Kuhnitzsch hatte ihm öffentlich am 2. Juni 1998 in der entscheidenden Sitzung zur Eingemeindung nach Wermsdorf im Beisein des Wermsdorfer CDU-Bürgermeisters Bernd-Dieter Lehmann völlige Untätigkeit vorgeworfen, und ein anderer Gemeinderat vertrat dort sogar die Ansicht, dass die Eigenständigkeit Luppas das größere Übel sei. Am 1. Januar 1999 wurde Luppa schließlich nach Wermsdorf eingemeindet und verlor seine politische Selbstständigkeit.

### Entwicklung der Einwohnerzahlen
| Jahr  | Einwohner |
| ----- | --------- |
| 1834: | 124       |
| 1871: | 129       |
| 1890: | 153       |
| 1900: | 244       |
| 1933: | 267       |
| 1950: | 301       |
| 1964: | 213       |
| 1984: | 219       |
| 1989: | 222       |
| 1992: | 214       |

### Deutsch-Luppa
Die Deutschgründung ist an der Ausrichtung der Dreiseithöfe zur Straße erkennbar.
Verschiedene Ortsnamen in der Geschichte waren:
- 1213: Albertus de Luppe
- 1215: Albertus de Luppa
- 1445: Deutsche Loppe
- 1460: Dewtsche Lope
- 1552: Deutzschen Luppa
- 1939: Luppa

Bis 1554 war Luppa dem Kloster Heilig Kreuz (Meißen) abgabepflichtig. Am 15. September 1554 wurde Heinrich von Schleinitz auf Börln vom Kurfürst August mit dem Dorfe Deutschen Luppa mit dem Pfarr- und Kirchenlehn, ferner mit etlichen Zinsen von Windischen Luppa belehnt. 1939 wurde der Deutsch-Luppaer Ortsteil Radegast nach Börln umgemeindet. 1974 wurde Calbitz und Malkwitz nach Luppa eingemeindet. 1999 wurde Luppa in die Gemeinde Wermsdorf eingemeindet.

### Wendisch-Luppa
Verschiedene Ortsnamen in der Geschichte waren:
- 1229: Windisclup
- 1445: Windische Loppe
- 1590: Wendischen Luppa
- 1940: Altluppa – die Streichung des Namensteils Wendisch erfolgte im Zuge der nationalsozialistischen Germanisierung von Ortsnamen[16]

Der Herrensitz des Gründers Ortolfs des I. ist in Wendisch-Luppa zu suchen, da der gesamte Besitz bis auf die oben genannten geringen klösterlichen Anteile bis ins 16. Jahrhundert in weltlicher Grundherrschaft verblieben und mit immerhin 35 Vollbauernstellen einen nicht unerheblichen Besitz darstellte. 1900 hatte Wendisch-Luppa 292 Einwohner in 59 Häusern. 1935 wurde Wendisch-Luppa nach Deutsch-Luppa eingemeindet.

## Die Luppa
Der Gewässername Luppa ist erst seit 1860 gebräuchlich. Bis dahin wurde der kleine Bach als Bruch-Bach bezeichnet. Die Luppa hat ihre Quellen am Luppaer Kirchenwald und an den Irmrichwiesen. Die Luppa fließt zwischen Wendisch – Luppa und Deutsch – Luppa als Grenzfluss hindurch nach Malkwitz, an Calbitz vorbei nach Neuböhla, dann nach Wellerswalde und Leisnitz durch den Lampertswalder Park in die Dahle.

### Der Pastorenstreit mit Börln 1684–1815
1684 liefen des Luppaer Pastors Scheukers Ochsen über eine Wiese der Grundherrschaft Börln, dessen Kirchenpatron Friedrich von Döring diese darauf einbehielt und vom Pastor sechs Taler für Futter und Standgeld verlangte. Es kam zum Gerichtsstreit und zur gerichtlichen Einigung zwischen 1684 und 1687. 1710 bat der Pfarrer nach wiederholter Absage durch von Döring den Kurfürsten um Untersuchung und Hilfe, da dem Patron der Zustand der Kirche offenbar völlig gleichgültig war. 1712 riss ein Sturm enorme Schäden und der Patron verweigert dem Pfarrer wiederum sämtliche Hilfe und Unterstützung, so dass der Pfarrer sich wiederum hilfesuchend an den Kurfürsten wenden musste.
Als nun der Patron von Döring sich von der Kirche 150 Taler leihen wollte, wurde ihm das vom Kirchenvorstand versagt. Der Baron war darüber derart verärgert, dass er beim Konsistorium eine erfundene Anklage gegen die Pastoren von Börln und Luppa erhob. Die Anklage wurde jedoch aus vollkommener Grundlosigkeit abgelehnt. 1726 starb der Patron und übertrug seinen Hass auf die Pfarrer von Luppa und Börln auf seine Nachkommen Ernst August und Christian Friedrich von Döring. Erst am 22. November 1815, also 131 Jahre später, wurde zwischen dem Luppaer Pfarrer M. Wendler und dem Rittergutsherren Baron von Pfister auf Börln der ewige Streit durch einen Vergleich beendet.

## Namensdeutung
Die Urkundensprache der Ersterwähnungsurkunde von 1213 ist Mittelhochdeutsch und nicht Slawisch. Erwähnt wurde Albertus de Luppe. Im Mittelhochdeutschen bedeutet Luppe Salbe oder Arznei. Die oft erwähnte Deutung des neusprachlichen Luppa über das wendische clup als Holzscheit ist genauso ideologisch verbrämt, wie die von den Nationalsozialisten 1940 vorgenommene Streichung von Wendisch – Luppa und Umbenennung in Alt – Luppa. Es ist unschwer feststellbar, dass ein Holzscheit mit dem Gewässernamen Luppa in keiner Semantik steht. Da aber Drogenauszüge durchaus mit Wasser verdünnt werden, ist eine Beziehung von Luppe als Ort am Bach Luppa, an dem Medizin und Salbe hergestellt wurde, eher vorstellbar. Noch von 1972 bis 1990 wurde von Mai bis September am Fuße des Collmberges durch den ehemaligen VEB Heilkräuter Oschatz das uralte Heilkraut, die Echte Kamille geerntet und davon Drogenauszüge hergestellt.

## Evangelisch-Lutherische Kirche Luppa

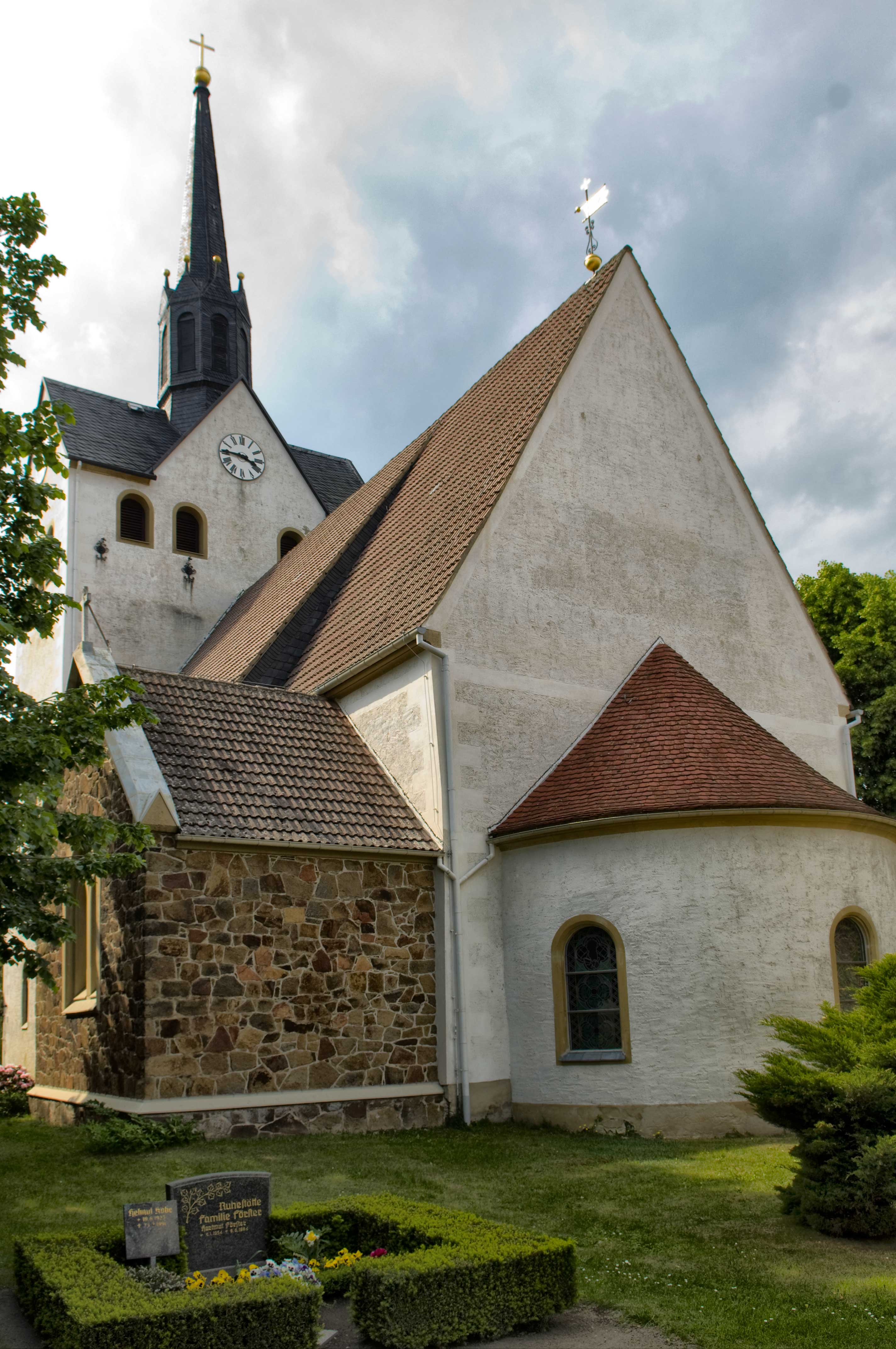
Die Kirche Luppa aus dem 13. Jahrhundert mit romanischer Apsis am 14. Mai 2011

1220 wurde der heute verputzte Bruchsteinbau als ecclesia erwähnt. Während der Hussiten-Verwüstungen wurde die Kirche Luppa zerstört und danach wieder restauriert. Am 10. Mai 1434 wurde ein Altar zu Ehren der Jungfrau Maria, des Heiligen Laurentius und der Heiligen Agnes geweiht. Ob der heute sichtbare Altar immer noch der alte aus 1434 ist, kann nicht mehr genau festgestellt, aber auch nicht ausgeschlossen werden, er wird in die erste Hälfte des 15. Jahrhunderts datiert. Umbauten erfolgten 1628 und von 1730 bis 1734. Der Bildhauer Christian Friedrich Conrad aus Calbitz fertigte 1730 die Kanzel über dem Altar und die Malerei lieferte Achatius Carl Porsch aus Wurzen. 1835 machte die Kirche lichtvoll und änderte Emporen und Kirchengestühl. 1872 erfolgte ein Umbau und Sakristeieinbau durch Hugo Altendorff aus Leipzig. Von 2006 bis 2008 wurde die romanische Kirche mit dem markanten 54 m hohen Turm umfassend saniert. Die dafür erforderlichen Mittel brachte die Gemeinde selbst auf. So wurden im Fußboden des Altarraumes Natursteinplatten verlegt, Malerarbeiten ausgeführt und eine neue Bestuhlung eingebaut. Restauratoren überarbeiteten das Deckengemälde, und dem Innenraum wurde die romanische Apsis zurückgegeben. Am 18. Mai 2008 wurde die sanierte Kirche durch Superintendenten Albrecht Schmidt wieder eingeweiht.
Das Gemeindeaufbauprojekt Kirche – Kunst – Kultur wurde vom Kirchenvorstand in Zusammenarbeit mit dem Bildungs- und Kulturförderverein Sachsen e. V. initiiert, um so religiöse Impulse aus der Kirche in die Gemeinde zu tragen.

## Verkehr

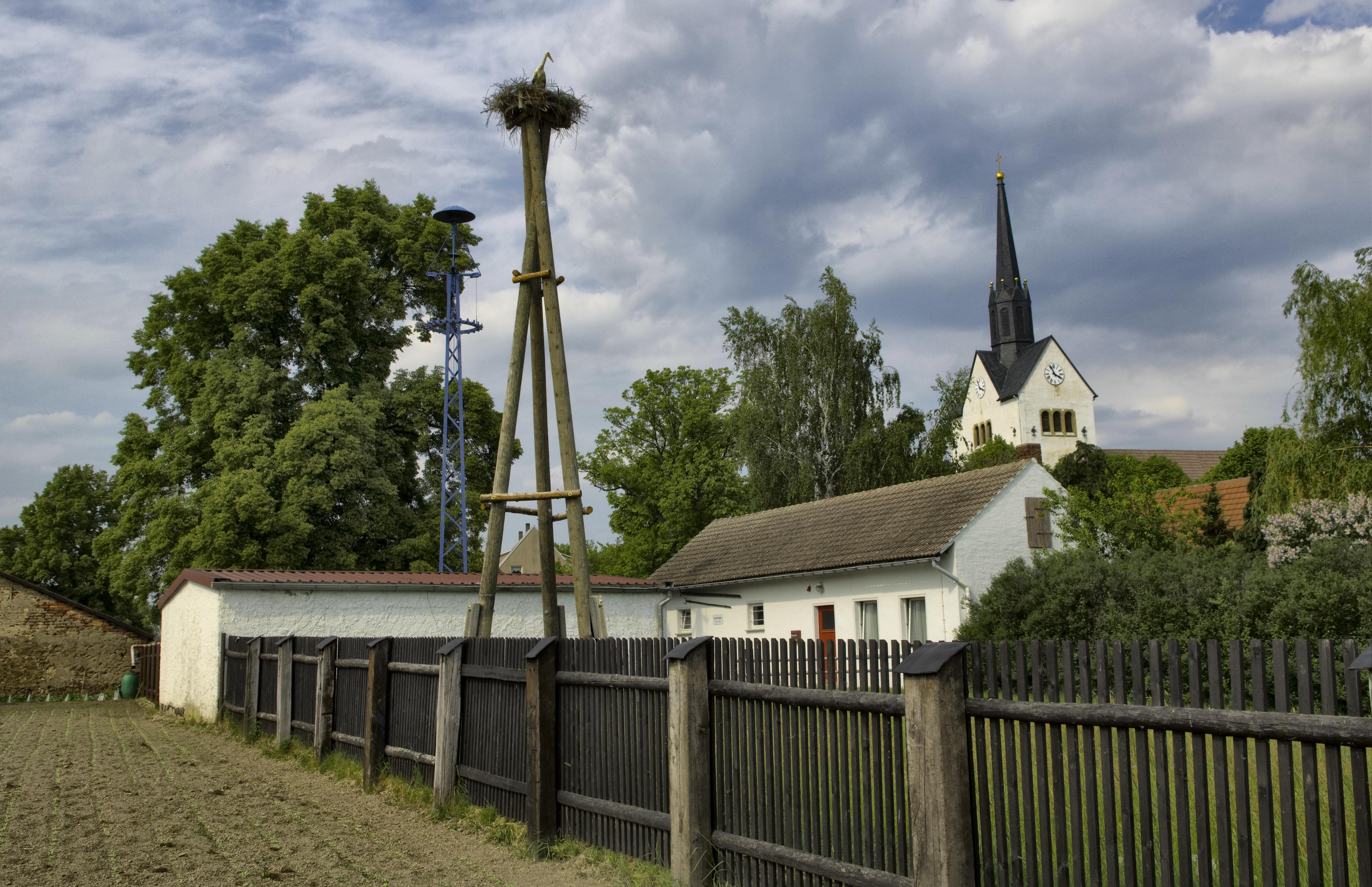
Freiwillige Feuerwehr mit besetztem Storchennest am 14. Mai 2011

Mit der Einführung des Postwesen in Sachsen führte der Postweg über die ehemalige Via Regia durch Wendisch-Luppa. 1726 wurde die Post aber über die neu gebaute Poststraße über Stauchitz nach Wermsdorf umgeleitet. 1816 wurde diese erneut auf die so genannte Poststraße rückverlegt und führte wieder durch den Ort. 1860 kam die Posthalterei nach Dahlen, da der Postverkehr Leipzig–Dresden per Kutsche eingestellt wurde. Nur der Postverkehr Torgau–Wermsdorf lief noch bis 1884. Am 1. Juni 1859 beendete der Straßenbaumeister Wilcke die Vermessung des Postkurses Nummer 75 am Bahnhof Luppa-Dahlen bis Wermsdorf. Ausgangspunkt der Vermessung war die nordwestliche Ecke vom Stationsgebäude des Bahnhofes Luppa-Dahlen. Nach Ende der Vermessung wurde an der Abzweigung des Straßentraktes von der Chaussee nach dem Bahnhof Luppa-Dahlen, 0,01 Meile vom Ausgangspunkt der Vermessung, ein Stationsstein aus Sandstein aufgestellt. 1866 hieß die Bahnstation an der Eisenbahnlinie Dresden–Leipzig Luppa-Dahlen.

## Freiwillige Feuerwehr Luppa
Am 28. Mai 1911 wurde die Luppaer Freiwillige Feuerwehr in den Bezirksfeuerwehrverband Grimma – Oschatz aufgenommen. Ab dem 30. Juni 1940 wurden die Feuerwehrkameraden als Feuerschutzpolizei eingesetzt. Am 10. Februar 1946 erhalten die Kameraden Dienstausweise in deutsch-russischer Schrift. 1963 schied die Feuerwehr aus dem Alarmbereich Dahlen aus und bildete mit den Feuerwehren Calbitz, Malkwitz, Collm und Luppa einen neuen. 1969 wurde die Feuerwehr dem Katastrophenschutz angegliedert. Großbrände, an deren Bekämpfung die Luppaer Feuerwehr maßgeblich beteiligt waren:
- 1947 ein einwöchiger Waldbrand in der Musche
- 1973 der Großbrand im Schloss Dahlen

In unmittelbarer Nachbarschaft befindet sich ein künstliches Storchennest, was seit 1992 regelmäßig angenommen wird. Erste Storchenpaare wurden seit 1880 in Luppa registriert. Aufgrund der zahlreichen Storchennester in der Wermsdorfer Umgebung konkurrierten nicht nur die Dörfer um die schwankenden Brutpaare, sondern auch die Storchenpaare selbst um die Nahrungsgebiete, so kam es im nahen Liptitz im Jahr 2008 zu dramatischen Übergriffen fremder Störche, welche mit dem Tod des Nistjungen endeten und ab da das Nest unbesetzt blieb.

## Wirtschaft

### Kieswerk Luppa
Einer der Eigentümer ist seit 2006 die Mitteldeutsche Baustoffe GmbH. Die Kleine Kiesgrube gehört der Gemeinde Wermsdorf. In den Sommern kamen immer wieder gefährliche Schwarzbader in die privaten Kiesgruben. Um die daraus resultierende Gefahr einzudämmen, hat die Gemeinde Wermsdorf im Jahr 2000 eine eigene Polizeiverordnung für die Kleine Kiesgrube erlassen.

## Sehenswürdigkeiten

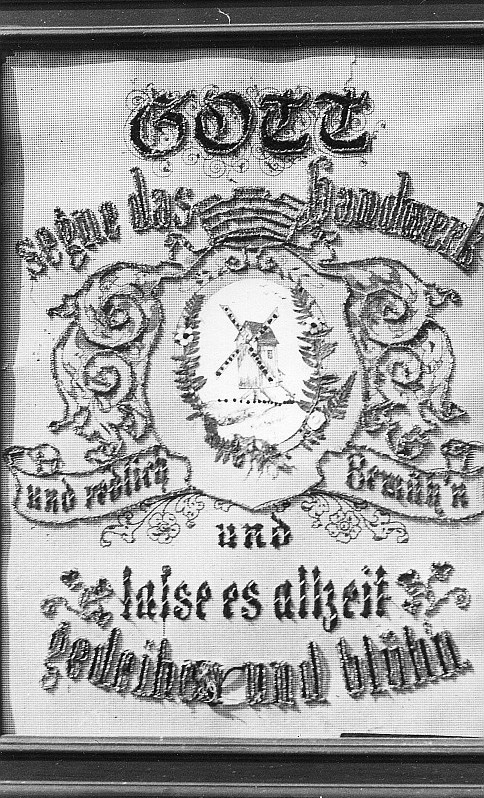
Stickbild in der Weberschen Windmühle 1975

### Bockwindmühle
Die Luppaer Bockwindmühle gilt als das Wahrzeichen des Ortes. Sie wurde zwischen 1838 und 1841 erbaut. Von 1887 bis 1990 wurde die Mühle mit Mitteln der Denkmalpflege und in Feierabendtätigkeit der Luppaer Bürger saniert.

### Naturbad

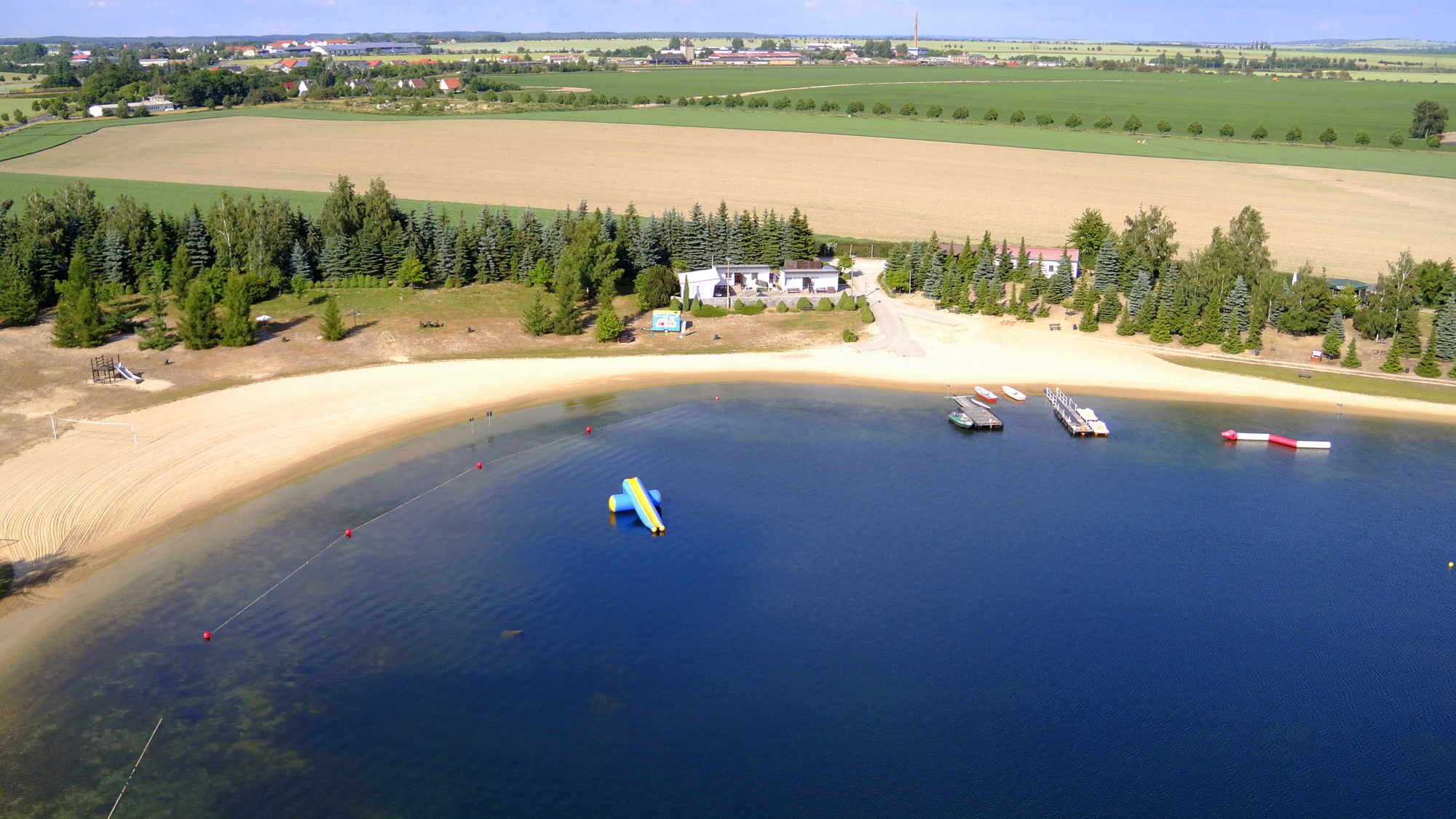
Naturbad Luppa

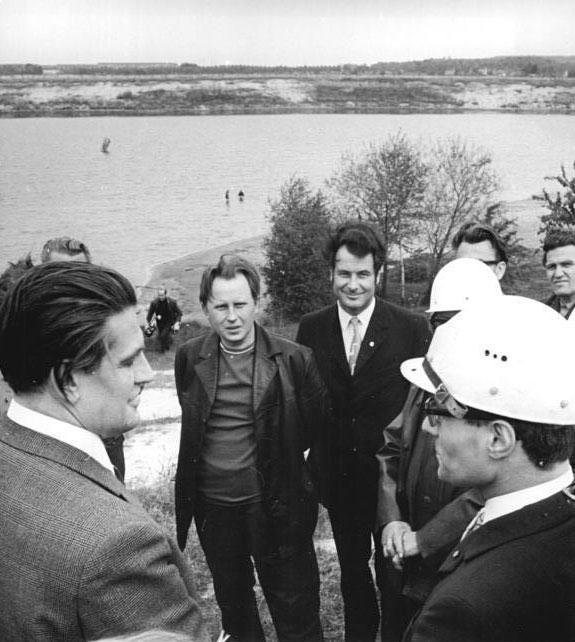
Stellvertreter des Vorsitzenden des Ministerrates und Minister für Umweltschutz und Wasserwirtschaft, Hans Reichelt (l.) am 19. Mai 1973 am Naturbad Luppa

Das Naturbad an der B6 zwischen Wurzen und Oschatz ist das größte der vier Kiesgrubengewässer Luppas und wurde schon den 1980er Jahren als größtes Naturbad der Region genutzt. 22 ha Wasserfläche bieten Platz für jährlich 80.000 Badegäste am 1,5 km langen Sandstrand. Ein Teil des Strandes wird als FKK-Badestrand genutzt. Nach dem Fischangriff eines Welses auf eine Schwimmerin 2000 wurde eine Schwimmerin 2010 erneut Opfer eines Fischangriffes. Dieses Mal wurde ein Barsch als Täter vermutet. Nach diesem erneuten Vorfall setzt der Anglerverband Leipzig nur noch Schleie und Karpfen im Naturbad aus. Im März 2008 erhielt den Pächterzuschlag die Firma Göring Bäderbetriebe GmbH. Inhaber und Geschäftsführer ist Gerhard Göring aus Baden-Württemberg. Grund des Zuschlages gegenüber zwei Mitbewerbern war die Zusage des Betreibers, in einen Zeltplatz zu investieren. Der im Juli 2007 vom Investor vorgelegte Antrag auf ausreichend lange Verlängerung des Pachtvertrages, der Vertrag war bis zum 31. Dezember 2010 befristet und damit Sicherheiten gegenüber den Finanzgebern zu erreichen, wurde von den Wermsdorfer Gemeinderäten abgelehnt. Im November 2010 stellte der Pächter Göring einen Insolvenzantrag.

### Edelmannsteich
Der der Grundherrschaft Börln zugehörige Teich wurde 1836 von der Gemeinde Wendisch – Luppa gekauft und erhielt ab da den Namen Edelmannsteich. Einmal jährlich wurde am Sonnabend vor der Kirchweih abgefischt und der Fang nach so genannten Gabeln verteilt. Nach 1945 wurde der Teich als Badeteich und als Pferdeschwemme benutzt. Aufgrund der schrittweisen Verlandung des Teiches, Hochwassern und langer Trockenheit in den Jahren 2002 und 2003 wurde durch den ehemaligen Bürgermeister der Gemeinde Wermsdorf Bernd-Dieter Lehmann veranlasst, Ende 2003 am Edelmannsteich 108 Pappeln und 36 kleinere Bäume zu fällen. Barbara Scheller, für Bündnis 90 – Die Grünen im Gemeinderat Wermsdorf, bat darauf das Umweltamt in Torgau um Prüfung des Sachverhalts. Die Behörde leitete darauf ein Anhörungsverfahren ein. Der Umweltverein Grüne Welle in Oschatz und das Landratsamt stellten dann ein halbes Jahr später fest, dass die Bäume entgegen dem Naturschutzgesetz gefällt worden seien. Daraufhin erklärte das Amt für Ländliche Entwicklung in Wurzen, dass die bereits zugeteilte Förderung für die Sanierung des Feuchtbiotops von der Gemeinde Wermsdorf zurückgefordert würde. Bernd-Dieter Lehmann sah sich als Opfer einer politisch geführten Intrige und zog öffentliche Parallelen zu Macherns verurteiltem Ex-Bürgermeister Ralf Ziermaier und Dresdens Ex-Bürgermeister Ingolf Roßberg. Irritierend fand er die Tatsache, dass hinter mehreren gegen ihn eingeleiteten Verfahren immer die gleichen Personen standen. Letztendlich wurde Lehmann Hausverbot in seiner eigenen Gemeinde erteilt und er vom Dienst enthoben. In einem Strafverfahren am Oschatzer Amtsgericht am 5. April 2005 wurde Lehmann zur Zahlung von 1.500 € Bußgeld verurteilt. Seine oft angekündigte politische Rückkehr konnte er trotz breiter Sympathie durch die Wermsdorfer Bürger auch in jahrelangen Prozessen rechtlich nie durchsetzen.

## Vereine

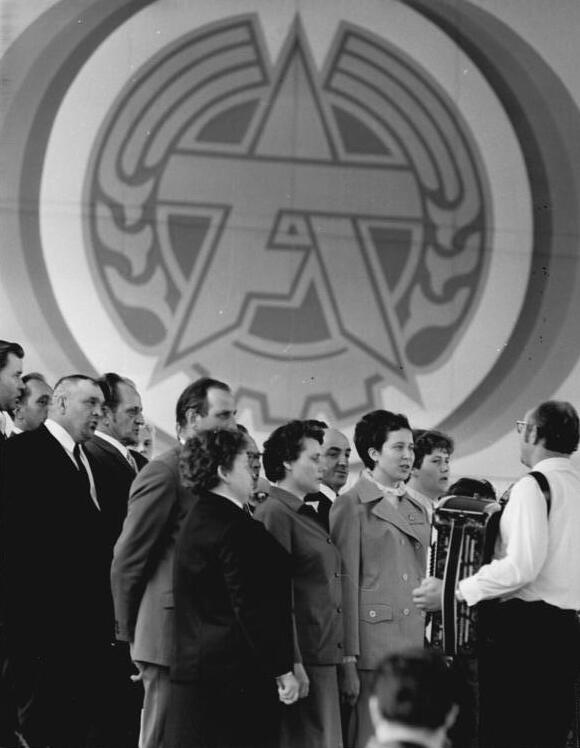
Der Chor der LPG Luppa am 1. Juni 1971

### Heimatverein Luppa
Der Heimatverein wurde 2002 gegründet. Vorsitzende ist die aus Freiberg stammende Frau Karin Uhde, welche bis 1994 fünf Jahre lang stellvertretende Bürgermeisterin von Luppa war. Dem Verein gehören 59 Frauen und Männer an. Der Verein betreibt auf dem Bauernhof von Petra Krasselt mit Unterstützung durch die Landesmedienstelle des Landratsamtes Torgau-Oschatz eine Landbibliothek. Diese hatte 2010 vierzig Stammleser. Der Verein ist mitverantwortlich für die zahlreichen Jahresveranstaltungen und kümmert sich um Restaurierungen und Brauchtumspflege im Ort.

### FSV Luppa 90 e. V.
Der Fußballsport-Verein wurde am 29. Juli 1990 mit fünfzehn Gründungsmitgliedern in der Gaststätte Schwarzes Roß in Luppa gegründet. 2010 hatte der Verein 105 Mitglieder.

## Traditionen
Die Luppaer Einwohner präsentieren den Ort in einer Mischung aus Brauchtumspflege und überregional wirksamen Veranstaltungen. Damit bewarb sich der Ort 2008 beim Bezirkswettbewerb Unser Dorf hat Zukunft.

### Neujahrs – Eisbaden
Im Januar des Jahres wird regelmäßig durch den Heimatverein im Naturbad das Neujahrsbaden durchgeführt. Unter der Aufsicht von mehreren hundert Zuschauern stürzen sich bis zu dreißig Männer und Frauen jeden Alters in kuriosen Kostümen aus dem Ort und aus der Region in die von der Freiwilligen Feuerwehr Luppa aufgehackten Eislöcher.

### Mühlenfest
Das Mühlenfest in Luppa fand das erste Mal 2002 statt und hat sich zu einer Attraktion entwickelt.

### Dreschmaschinenfest
2002 fand bereits das dritte Dreschmaschinenfest in Luppa statt. Höhepunkt des Festes ist ein Umzug mit historischer Landmaschinentechnik.

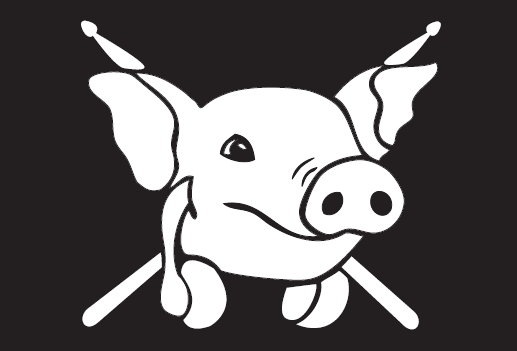
Logo FERKHL Festival

### FERKHL Festival
Die Jugend des Dorfes organisiert seit 2010 jedes Jahr zum letzten Augustwochenende das FERKHL-Festival. Es findet am Jugendclub Luppa statt und ist beliebtes Ziel regionaler und überregionaler Freunde der Rock- oder Electroszene.

## Persönlichkeiten
- Albert Paul Lohse – Schriftsteller, veröffentlichte 1888 Seine Erinnerung aus der Knabenzeit.[53]
- Albert Fraustadt (1808–1883), wirkte von 1854 bis 1881 als Pfarrer in Luppa sowie als Autor kirchengeschichtlicher Publikationen; sein Sohn gleichen Namens († 1928) war ebenfalls Pfarrer der Kirche in Luppa
- Friedrich August Fraustadt (1855–1927), Verwaltungsjurist und Kreishauptmann in Zwickau

## Trivia

### Das Blutbad zu Luppa
Es war in den späten siebziger Jahren des vorigen Jahrhunderts. Nach einer erfolgreichen Jagd erlegten zwei Jäger aus Wermsdorf zwei große Wildschweine. Da eines der Schweine sehr groß war, bat man die Kameraden von der Feuerwehr um Transporthilfe. In ihrem Übermut fuhren die Kameraden mit Martinshorn und Blaulicht über die heutige B6 um das Wildschwein aus dem Wald nach Luppa zu holen und danach vor der Gaststätte abzuladen. Als Dank für diese Unterstützung spendierten die Jäger den Kameraden die Innereien. So brach ein Kamerad, der zufällig gelernter Fleischer war, gleich am Eingang das Tier auf und der Gastwirt bereitete den Kameraden am späten Abend das Herz und die Leber zu. Am nächsten Morgen erfuhr der hiesige Abschnittsbevollmächtigte der Polizei, dass die Feuerwehr mit Sondersignal über die B6 gefahren sei und wollte die Ursache für diesen Einsatz erfahren. So fuhr er durch Luppa und fand große Blutlachen auf den Eingangsstufen zur Gaststätte. Einwohner erzählten ihm, dass die Kameraden der Feuerwehr in der Gaststätte waren und sich vermutlich geschlagen hatten. Aufgeregt alarmierte er sofort alle Behörden, wie die damals zuständige SED-Kreisleitung, das Polizeikreisamt und den Bürgermeister, welche sofort ihre Ermittlungen aufnahmen, die kaum begonnen, schon wieder beendet waren.

### Der Riesenwels von Luppa
Beim Rückenkraulen im Naturbad Luppa wurde im Sommer 2000 der 16-jährigen Sophie Eulenfeld durch einen großen Fisch heftig in den Oberschenkel gebissen. Darauf sah sie etwas Großes und Schwarzes ins tiefe Wasser abtauchen. Aufgrund der Bissspuren schlussfolgerten Experten auf den Angriff eines riesigen Welses. Am 11. September 2005 zog der Angler Kay Schumann in vierzigminütigen Kampf einen 1,76 m großen, 30 Jahre altes Welsmännchen aus dem Naturbad. Der Anglerverband Mittlere Mulde Leipzig vermutet noch viel größere Exemplare im Naturbad Luppa. Die im Bad angestellten Rettungsschwimmer haben den Riesenfisch auf den Namen Rudi getauft. Parallelen zum Ungeheuer von Loch Ness wurden gezogen.

### Die Windhose aus Luppa
Ende März 1867 entstand in der Nähe von Luppa eine Windhose mit drei Strömungen. Das Luppaer Unwetter war so stark, dass in Wendisch-Luppa eine lange Reihe von Häusern entdacht wurden und im nahen Dahlen ausgerechnet noch die Silberpappel fällte, welche vom Grafen Heinrich von Bünau 1763 als Andenken für die Unterzeichnung des Hubertusburger Friedens durch Friedrich II. gepflanzt worden war.